# Fredrik Wilhelm Scholander
Fredrik Wilhelm Scholander (* 23. Juni 1816 in der Kirchengemeinde Maria Magdalena församling in Stockholm; † 9. Mai 1881 in Klara Församling, ehemalige Kirchengemeinde und Quartier in Stockholm) war ein schwedischer Architekt, Maler, Zeichner, Dichter und Schriftsteller.

## Leben
Scholander war ein Sohn des Kammerherrn Georg Fredrik Scholander und dessen Frau Catharina (Karin) Rebecca (geborene Nyström). Sein Vater stammte aus Landskrona und war nach Stockholm eingewandert. Er hatte zuvor drei Jahre lang einen Militärdienst als Matrose in der englischen Marine absolviert und hatte versucht, sich hier ein Geschäft aufzubauen. Er arbeitete jedoch als Angestellter bei der Post. Die Eltern hatten 1813 geheiratet und Scholander war ihr zweiter Sohn.
Im Alter von acht oder neun Jahren verlor er seinen Vater, so dass er unter der Vormundschaft seines Onkels, des Architekten Axel Nyström (1793–1868), aufwuchs. Er besuchte zunächst drei Schulsemester lang die Schule von Strängnäs und schrieb sich auf Drängen seines Onkels 1831 an der Kungliga Konsthögskolan Stockholm im Bereich der vorbereitenden Bauschule ein. Die damaligen Vorschriften sahen vor, dass ein Student der Baukunst zugleich eine Ausbildung als Maurer absolvieren musste.  Am 20. Juli 1832 wurde er Lehrling bei Elder Kolmodin und verbrachte drei Jahre im Winter als Akademiestudent und im Sommer Maurerlehrling und in der Ziegelei. Am 20. Juli 1835 wurde er feierlich zum Gesellen ernannt. In dieser Zeit arbeitete er an Bauprojekten in Stockholm mit, die teilweise von seinem Onkel entworfen worden waren, wie das sogenannte Dybeck-Haus in Brunkebergstorg. 1836 wurde er im Alter von zwanzig Jahren Konduktor im Büro des Superintendenten und wurde im Jahr 1840, nach Beendigung seiner Ausbildung als Agréé an der Akademie angenommen. Nachdem er dort eine Medaille und ein Stipendium erhalten hatte, unternahm Scholander 1841 mit einem Reisestipendium ausgestattet eine zunächst auf drei Jahre ausgelegte Studienreise ins Ausland und verließ im Oktober desselben Jahres Stockholm.

## Wanderjahre
Scholander folgte der Route, die bereits sein Onkel eingeschlagen hatte über Frankreich nach Italien. Er reiste zunächst direkt nach Paris und studierte er bei Louis-Hippolyte Lebas, dem Erbauer der Kirche Notre-Dame-de-Lorette, die Architektur der Renaissance. In dessen Werkstatt hatte er Théodore Ballu als Gefährten, der wie er als Architekt und Maler tätig war. Hier freundete er sich mit einem weiteren Schüler von Lebas, dem neun Jahre jüngeren Louis-Charles Garnier an, der später das nach ihm benannte Pariser Opernhaus entwarf. Von dort reiste er 1843 zunächst nach Südfrankreich, wo er seine Studien fortsetzte und weiter nach Italien. Er besuchte unter anderem Genua, Neapel, Pompeji und Paestum, wobei er viele Messungen durchführte und Zeichnungen und Aquarelle anfertigte, so dass er eine umfangreiche Sammlung von Skizzen mit zurück brachte, von denen rund 1100 Stück später ins Nationalmuseum kamen. Am Ende des Jahres erreichte Scholander Rom. Sein Stipendium wurde um zwei Jahre verlängert und verbrachte viel Zeit in Begleitung von Egron Lundgren, Uno Troili (1815–1875) und Joseph Magnus Stäck (1812–1868). 1844 unternahm er einen Sommerausflug nach Sizilien und 1845 nach Oberitalien und München. Während seiner Reise hatte er sich mit einem Entwurf für ein Gebäude des Nationalmuseums beworben und wurde 1846 zurück nach Stockholm berufen, um sich an der Lösung der Frage des Neubaus des Nationalmuseums zu beteiligen. Scholander überarbeitete seinen Entwurf und im Januar 1847 sollte in Kyrkholmen mit dem Bau begonnen werden. Da es öffentliche Kritik gab, überarbeitete er den Entwurf nochmals. König Oskar I. beauftragte zudem den Architekten Friedrich August Stüler mit einem Gutachten. Da dessen Urteil sehr negativ ausfiel, wurden Scholanders Pläne verworfen und der Auftrag 1850 an Stüler vergeben.

## Wirken in Stockholm
Dieses Scheitern machte für Scholander eine Anstellung im Staatsdienst unmöglich, wobei sich die Kritik nicht nur auf seine Entwurfszeichnungen, sondern vielmehr auf den Verdacht der Vetternwirtschaft erstreckte, da sein Onkel das Amt des Superintendenten bekleidete, der für die Vergabe zuständig war. 1848 wurde er zum ordentlichen Professor an der höheren Bauschule ernannt. Scholander wurde 1846 zum Mitglied der Kunstakademie und zum Lehrer an der dortigen höheren Ornamentschule gewählt. Er war 1847 als Architekt am Schloss Drottningholm tätig und wurde stellvertretender Professor für Baukunst an der Akademie. 1848 erfolgte die Ernennung zum ordentlichen Professor und er erhielt zahlreiche öffentliche Aufträge. Er war von 1848 bis 1860 Architekt der Akademie der Wissenschaften, von 1853 bis 1873 Gerichtsverwalter des Schlossgebäudes, von 1851 bis 1853 Leiter des Lehrplans der Kunstakademie, von 1851 bis 1866 Schatzmeister derselben Institution und leitete in den Jahren 1864 bis 1866 die Arbeiten am Gebäude des Nationalmuseums. Ab 1863 war Oberaufseher und ab 1868 Sekretär der Kunstakademie.
Als Künstler malte er viele Bilder mit architektonischem Hintergrund sowie Illustrationen zur Fjölnirsage und zu eigenen Dichtungen. Er komponierte auch Musik, die zu seiner Zeit Anerkennung fand. Fredrik Scholanders Kunstwerke sind im Stockholmer Nationalmuseum, in Uppsalas Universitätsbibliothek und in mehreren kleineren Museen Schwedens ausgestellt.

## Ehrungen
- Im Jahr 1871 wurde er in die Kungliga Vitterhets Historie och Antikvitets Akademien aufgenommen.
- 1877 wurde er zum Ehrendoktor der Universität Uppsala ernannt.
- Er war Mitglied in zahlreichen Vereinigungen wie der Dänischen Kunstakademie, der Académie des beaux arts und des Royal Institute of British Architects.

## Familie

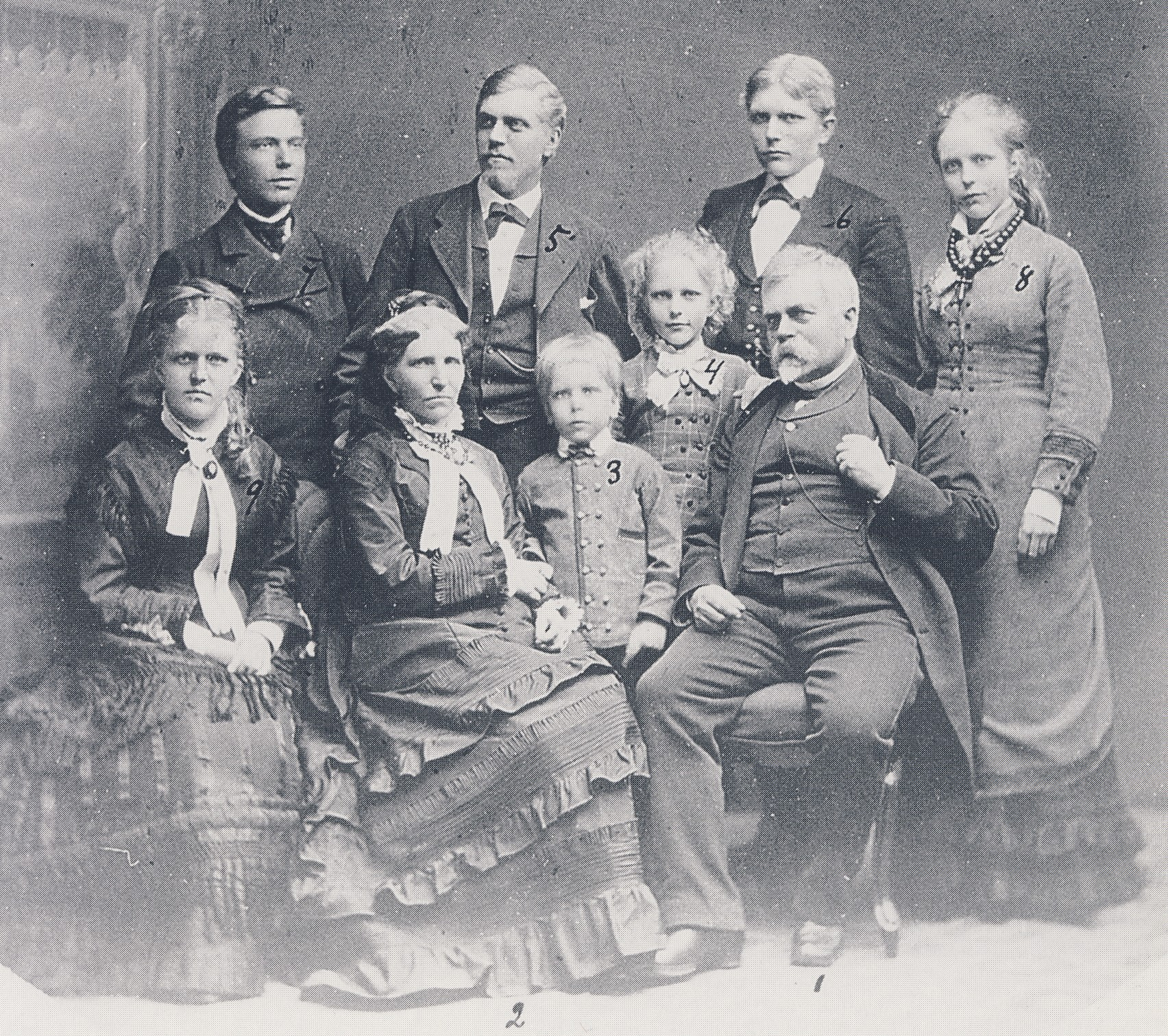
Fredrik Wilhelm Scholander (1) mit Familie 1875

Scholander heiratete am 15. Mai 1851 seine Cousine Catharina (Carin) Sofia (geborene Nyström, * 21. Oktober 1830–19. April 1912), die Tochter des Professors und Superintendenten Per Axel Nyström und dessen Frau Eva Sophia (geborene Rung). Das Paar hette mehrere Kinder, die auf dem Familienbild um 1875 nummeriert zu sehen sind.
- Erik Scholander (Nr. 5, * 6. Juli 1854–23. Mai 1898), wurde Chemiker ⚭ mit Gabriella (geborene Sjölin), er hatte Sohn.[3]
- Maria Scholander (Nr. 9, 1856–1951) ⚭ 1878 mit Torsten Hedlund (1855–1935)
- Göran Scholander (Nr. 6, 1857–1877)
- Sven Scholander (Nr. 7, 21. April 1860– 14. Dezember 1936) wurde zunächst Bildhauer, dann ein international auftretender Konzertgitarrist, der bei seinen Konzerten auch die von ihm erfundene Scholanderlaute verwendete.[4] Er hatte eine Tochter Karin Elisabet Scholander (* 1890), die Sängerin wurde.[5]
- Ellen Scholander (Nr. 8, 1861–1920) ⚭ 1887 mit dem Maler Julius Kronberg (1850–1921)
- Anna Katarina Scholander (Nr. 4, 3. Dezember 1864–† 27. Januar 1935) ⚭ 1888[6] wurde Malerin und Keramikerin[7] mit dem Architekten Gustaf Ferdinand Boberg[8] (* 11. April 1860–† 7. Mai 1946)
- Torkel Fredrik Scholander (Nr. 3, 1871–1962)

## Bauwerke (Auswahl)

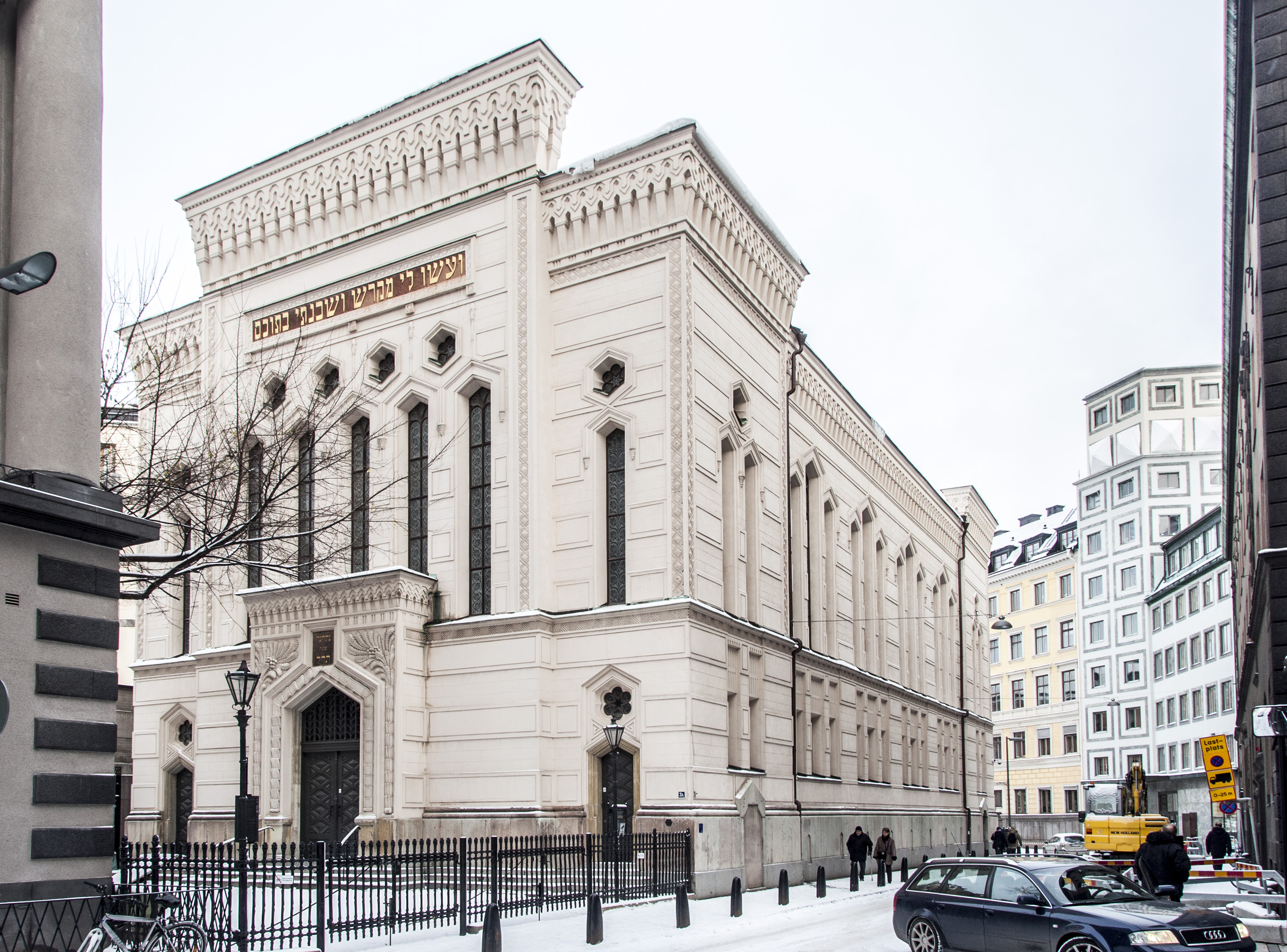
Stora Synagoge

- Grabchor der Familie Bernadotte, Riddarholmskyrkan, Stockholm
- Kapelle beim Schloss Ulriksdal
- Große Synagoge in Stockholm
- Kirche Gärdhem bei Trollhättan
- Kirche Hässleby bei Vimmerby
- Kirche von Vrigstad

## Bilder (Auswahl)

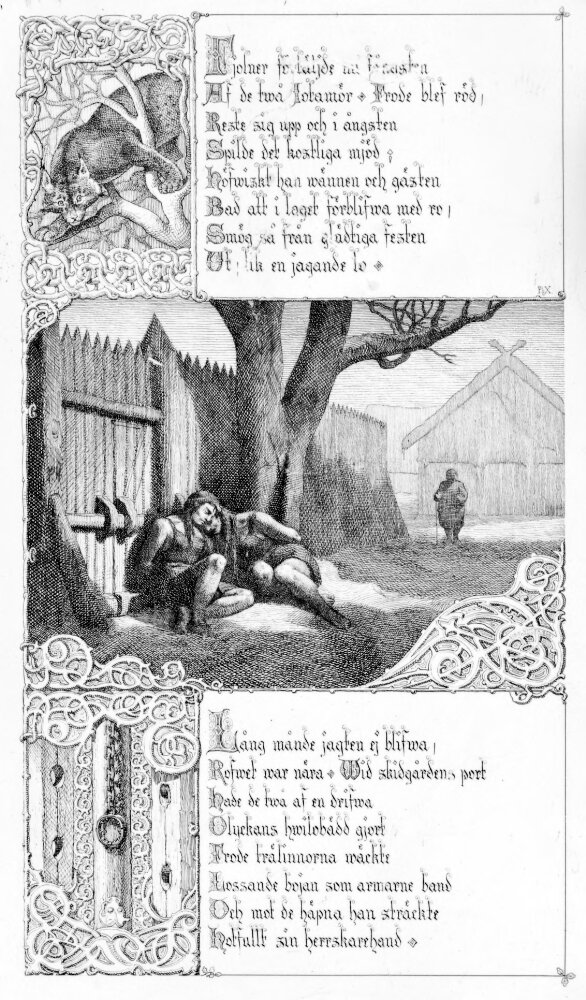
Illustration aus der Fjolnerssaga

- Die Sage vom König Svedger Federzeichnung 1880

## Schriften (Auswahl)
- Fjolnerssaga berättad och ritad af Acharius. Mandel, Stockholm 1866 (schwedisch, illustrierte Märchen, books.google.de)
- Johan „John“ Fredrik Böttiger (Hrsg.): F. W. Scholanders skrifter. 3 Bände + Beilage, P. A. Norstedt & Söners, Stockholm 1881–1882, Band 1 (runeberg.org), Band 2 (runeberg.org), Band 3 (runeberg.org), Musikbeilage: Ballader och Visor (runeberg.org).